# Вінтер-Гарден (Флорида)
Вінтер-Гарден (англ. Winter Garden) — місто (англ. city) в США, в окрузі Орандж штату Флорида. Населення — 46 964 особи (2020).

## Географія
Вінтер-Гарден розташований за координатами 28°32′32″ пн. ш. 81°35′49″ зх. д. / 28.54222° пн. ш. 81.59694° зх. д. (28.542144, -81.597044).  За даними Бюро перепису населення США в 2010 році місто мало площу 40,43 км², з яких 39,91 км² — суходіл та 0,52 км² — водойми. В 2017 році площа становила 46,46 км², з яких 42,23 км² — суходіл та 4,23 км² — водойми.

## Демографія
Згідно з переписом 2010 року, у місті мешкало 34 568 осіб у 11 875 домогосподарствах у складі 8943 родин. Густота населення становила 855 осіб/км².  Було 13260 помешкань (328/км²).
Расовий склад населення:
| - 68,8 % — білих - 16,0 % — чорних або афроамериканців - 5,1 % — азіатів - 0,4 % — корінних американців - 0,1 % — вихідців з тихоокеанських островів - 6,0 % — осіб інших рас |

До двох чи більше рас належало 3,6 %. Частка іспаномовних становила 22,0 % від усіх жителів.
За віковим діапазоном населення розподілялося таким чином: 28,1 % — особи молодші 18 років, 62,3 % — особи у віці 18—64 років, 9,6 % — особи у віці 65 років та старші. Медіана віку мешканця становила 34,7 року. На 100 осіб жіночої статі у місті припадало 93,7 чоловіків;  на 100 жінок у віці від 18 років та старших — 90,4 чоловіків також старших 18 років.
Середній дохід на одне домашнє господарство  становив 81 099 доларів США (медіана — 60 352), а середній дохід на одну сім'ю — 94 437 доларів (медіана — 69 856). Медіана доходів становила 43 575 доларів для чоловіків та 39 388 доларів для жінок. За межею бідності перебувало 10,1 % осіб, у тому числі 12,3 % дітей у віці до 18 років та 2,0 % осіб у віці 65 років та старших.
Цивільне працевлаштоване населення становило 18 714 осіб. Основні галузі зайнятості: мистецтво, розваги та відпочинок — 20,1 %, освіта, охорона здоров'я та соціальна допомога — 17,6 %, науковці, спеціалісти, менеджери — 15,1 %, роздрібна торгівля — 12,9 %.